# Alexandru Vagner
Alexandru Ion Vagner (* 19. August 1989 in Azuga; † 30. September 2022 in Brașov) war ein rumänischer Fußballspieler. Er stand zuletzt beim FC Brașov unter Vertrag.

## Karriere
Die Karriere von Vagner begann im Jahr 2006 bei Gloria Bistrița. Dort kam er in der ersten Mannschaft in der Liga 1 in der Hinrunde nur zweimal zum Einsatz und wurde in der Winterpause an den FC Baia Mare in die Liga II ausgeliehen. Am Ende der Saison 2006/07 musste er mit seinem Team absteigen. Er kehrte nach Bistrița zurück und wurde umgehend an Forex Brașov ausgeliehen – abermals in die Liga II. Auch hier konnte er sich als Stammspieler behaupten. Nach seiner Rückkehr zu Gloria im Sommer 2008 kam er dort nur unregelmäßig zum Einsatz und in der Spielzeit 2008/09 auf acht Einsätze. Auch in der darauffolgenden Saison häuften sich die Einsätze nicht. Vagner wurde Anfang 2010 an FCM Târgu Mureș in die Liga II ausgeliehen und schaffte mit seinem neuen Team am Saisonende den Aufstieg. Anschließend verpflichtete ihn Târgu Mureș. Dort kam er in der Liga 1 regelmäßig zum Einsatz, musste mit dem Klub nach zwei Jahren am Ende der Saison 2011/12 absteigen. Vagner blieb dem Klub zunächst auch eine Liga tiefer treu, verließ den Verein Anfang 2013 jedoch zu Erstligist FC Brașov. Nach zunächst nur wenigen Einsätzen wurde er in der Spielzeit 2013/14 zur Stammkraft, schaffte mit seinem Team nur durch den Lizenzentzug des FC Vaslui den Klassenverbleib. Anfang 2015 nahm ihn Ligakonkurrent CS Concordia Chiajna unter Vertrag.
Anfang 2016 wurde Vagner bis Saisonende an den FC Brașov ausgeliehen, der mittlerweile in der Liga II mittat. Im August 2016 wurde er erneut nach Brașov verliehen – diesmal für ein Jahr. Er kam in der Saison 2016/17 jedoch nur viermal zum Einsatz. Im Sommer 2017 wechselte er zunächst zu Petrolul Ploiești, kehrte aber schon im September zum FC Brașov zurück.
Vagner starb am 30. September 2022 in einem Krankenhaus in Brașov an den Folgen eines zehn Tage zuvor erlittenen Herzinfarkts im Alter von 33 Jahren.